# Dar Tama
Le Dar Tama est un des trois départements composant la région du Wadi Fira au Tchad. Son chef-lieu est Guéréda.
Ce département  frontalier du Soudan est la proie d'affrontements  inter-ethniques entre les Zaghawas et les Tamas.

## Subdivisions
Le département du Dar Tama est divisé en trois sous-préfectures :
- Guéréda
- Kolonga
- Sirim Birké (ou Serim Birké)

## Administration
Préfets du Dar Tama (depuis 2002)
- ? : Ngana Djékila (en poste en 2006)
- 2007 : Abdelkerim Touraye
- 9 octobre 2008 : Abdramane Abdelkerim[2]